# Куп три нације 2001.
Куп три нације 2001. (службени назив: 2001 Tri Nations Series) је било 6. издање овог најквалитетнијег репрезентативног рагби такмичења Јужне хемисфере. 
Такмичење је освојила Аустралија.

## Учесници
Напомена:
|   | Селекција                          | Стадион                              | Селектор    | Капитен     |
| - | ---------------------------------- | ------------------------------------ | ----------- | ----------- |
| 1 | Рагби репрезентација ЈАР           | Кока-кола парк, Јоханезбург (62 567) | Хери Вајџон | Џон Смит    |
| 2 | Рагби репрезентација Новог Зеланда | Еден Парк, Окланд (50 000)           | Вејн Смит   | Тана Умага  |
| 3 | Рагби репрезентација Аустралије    | Стадион Аустралија, Сиднеј (84 000)  | Еди Џоунс   | Џорџ Греган |

## Такмичење
Јужна Африка - Нови Зеланд 3-12
Јужна Африка - Аустралија 20-15
Нови Зеланд - Аустралија 15-23
Аустралија - Јужна Африка 14-14
Нови Зеланд - Јужна Африка 26-15
Аустралија - Нови Зеланд 29-26

## Табела
|   | Селекција   | ИГ | Д | Н | И | ПД | ПП | ПР  | БП | Б  |  |
| - | ----------- | -- | - | - | - | -- | -- | --- | -- | -- |  |
| 1 | Валабиси    | 4  | 2 | 1 | 1 | 81 | 75 | +6  | 1  | 11 |  |
| 2 | Ол блекси   | 4  | 2 | 0 | 2 | 79 | 70 | +9  | 1  | 9  |  |
| 3 | Спрингбокси | 4  | 1 | 1 | 2 | 52 | 67 | -15 | 0  | 6  |  |

| Победник Купа три нације 2001. |
| ------------------------------ |
| Аустралија 2. титула           |